# Derecho laboral de México
El Derecho Laboral Mexicano rige el proceso por el cual los trabajadores pueden organizar sindicatos en México]colectiva|negociaciones colectivas y huelgas. El actual derecho laboral refleja la relación histórica entre el , siendo dicha confederación alineada oficialmente con el Partido Revolucionario Institucional (PRI), el cual gobernó México bajo varios presidentes por más de ochenta años.
Mientras la ley, en su principio, promete a los trabajadores el derecho de huelga y de organización, en la práctica es difícil o imposible para los sindicatos independientes el organizar su tiempo y condenar las prácticas corruptas de muchos sindicatos existentes y los empleadores con los que tratan.

## Historia del Derecho Laboral en México
El actual sistema legal tiene sus orígenes en Revolución Mexicana de 1910–1920, la cual crea la Constitución de 1917. El Artículo No. 123 de la Constitución da a los trabajadores el derecho de organizarse en sindicatos y realizar huelgas. Este artículo  también le dio protección a las mujeres y a los niños, establece una jornada de 8 horas de trabajo al día y el derecho a un salario digno.
Por el contrario, los derechos prometidos por la Constitución, siguieron siendo promesas hasta 1931, cuando el gobierno promulgó la Ley Federal del Trabajo (LFT). La LFT establece las Juntas de Conciliación y Arbitraje, compuestas por representantes del Estado, los empleadores y los sindicatos.

## Organización, elecciones y huelgas
Para participar en este sistema, un sindicato debe tener un registro legal (registro), tener un derecho reconocido oficialmente a negociar los acuerdos de negociación colectiva (titularidad), debe periódicamente volver a registrar a sus oficiales y ser aceptados por el Estado (toma de nota). Sin embargo, este sistema puede ser utilizado para entorpecer a los sindicatos independientes no asociados con la CTM y otras federaciones que han establecido relaciones con el Estado, ya que los tres miembros de estas juntas, a menudo tienen razones egoístas para negar o retrasar el registro de sindicatos rivales.
Los empleadores también pueden evitar la sindicalización mediante la celebración de "contratos de protección" con "sindicatos blancos", incluso antes de que una planta o instalación se haya construido. Estos contratos suelen dar al sindicato una cláusula, que autoriza al sindicato exigir al empleador despedir a un trabajador que no sea miembro del sindicato; dicha cláusula también tiene el poder de utilizarse para señalar a los empleados que tratan de organizar sindicatos independientes y evitarlos. Algunos observadores independientes, entre ellos la Unión Nacional de Trabajadores (http://www.unt.org.mx) o UNT, estiman que entre el ochenta y el noventa por ciento de todos los acuerdos de negociación colectiva en México pertenecen a esta categoría.
Los empleados no siempre son conscientes de que están cubiertos por un contrato de protección o que están representados por un sindicato; mientras que el sindicato fantasma puede haberse registrado en la Junta y presentado su contrato con ella, esos registros no se hacen públicos. Una unión exterior que ha presentado una petición tratando de organizar a los trabajadores puede tener su petición desestimada si no se da cuenta de que otro sindicato ya es reconocido o si no muestra el nombre correcto o la dirección legal del sindicato titular.
Si una unión desafiara un sindicato reconocido es capaz de obtener el registro, entonces debe ir a una elección para que se expulse al titular. Las Juntas Locales a menudo retrasan dichas elecciones por largos períodos; cuando tienen lugar son por voto de voz, en vez de votación secreta, en las elecciones celebradas en el lugar de trabajo bajo la supervisión de un representante de la junta laboral, el empleador, el sindicato oficial y el sindicato independiente. En las elecciones disputadas recientes han requerido a los trabajadores a pasar a través de un guante de representantes armados del sindicato titular con el fin de presentarse a trabajar y votar en su lugar de trabajo. Incluso si el sindicato independiente gana la elección, el contrato original permanece en el lugar hasta su vencimiento.
Si bien la legislación laboral mexicana otorga a los trabajadores los derechos de gran alcance a la huelga, que prohíben a los empleadores contratar trabajadores de reemplazo u operar durante una huelga, los derechos dependen de la aprobación oficial de la Junta. Estas Juntas locales con frecuencia declaran huelgas de ser "inexistente" o no existente, privando a los trabajadores en huelga de todas sus protecciones legales. Como resultado, mientras que las protestas laborales y paros laborales son frecuentes en México, las huelgas legales son raras.

## Propuestas de cambio
Asociaciones del PRI y mexicanos empleadores comenzaron a establecer propuestas para mejorar la productividad de la industria mexicana, al permitir que hubiera "flexibilidad" a finales de los años 1980, cuando los "tecnócratas", como Miguel de la Madrid, Carlos Salinas de Gortari y Ernesto Zedillo estaban al mando del PRI. Esas propuestas no hicieron ningún avance, sin embargo, hasta después de la elección de Vicente Fox Quesada del Partido Acción Nacional, o PAN, en 2000. El Secretario del trabajo del gabinete de Vicente Fox, Carlos Abascal Carranza, exjefe de uno de las mayores asociaciones de empleadores, iniciaron conversaciones en 2001 con las asociaciones de empleadores y las confederaciones sindicales oficiales e independientes destinados a lograr una propuesta de consenso para la reforma de la legislación laboral.
La propuesta Abascal fue presentada en el año 2002, sin embargo, era necesario reforzar el control gubernamental de los sindicatos y la negociación colectiva, sin tomar ninguna medida para hacer que la información sobre los acuerdos de negociación colectiva de los sindicatos o de sus actividades a disposición de los trabajadores afectados o al público o hacer que el proceso de organización sea menos engorroso. Por el contrario, las reformas propuestas aumentarían los riesgos para los trabajadores que tratan de organizarse exigiendo sindicatos independientes para presentar el nombre y dirección de cada uno de sus miembros a las Juntas locales, que entonces tendrían la facultad de investigar la autenticidad de sus firmas.
Las reformas también favorecerían a los sindicatos existentes al prohibir a la junta considerar más de una petición de la elección a la vez y el endurecimiento de las reglas de competencia que definen que la mano de obra organización puede representar que los trabajadores, de acuerdo con su oficio, la empresa y la empresa, por lo que es imposible que algunos sindicatos independientes puedan desafiar a los operadores tradicionales.
Los opositores de la ley han desafiado en los términos de lo dispuesto en la letra laboral paralelo al Tratado de Libre Comercio de América del Norte (TLCAN). Mientras que la CTM apoyó inicialmente las reformas, algunos sindicatos dentro del movimiento obrero oficial han expresado sus reservas al respecto. Las propuestas se encuentran actualmente en un punto muerto.